# Chōkitsu Kurumatani
Chōkitsu Kurumatani (車谷 長吉, Kurumatani Chōkitsu) né Kurumatani Yoshihiko (車谷 嘉彦, Yoshihiko Kurumatani) le 1er juillet 1945 dans le district de Shikama, préfecture de Hyōgo (à présent Himeji) et décédé le 17 mai 2015) est un écrivain japonais.
Kurumatani étudie la langue allemande à l'université Keiō. Il travaille pour une agence de publicité et une maison d'édition et comme aide-cuisinier dans différentes parties de la région du Kansai. En 1993, il reçoit le prix Mishima pour Shiotsubo no saji, puis deux ans plus tard le prix Taiko Hirabayashi pour Hyōryūbutsu. Il est couronné du prix Naoki en 1998 pour Double Suicide manqué aux 48 cascades (Akame yonjūhachi-taki shinjū misui).

## Source de la traduction
- (de) Cet article est partiellement ou en totalité issu de l’article de Wikipédia en allemand intitulé « Chōkitsu Kurumatani » (voir la liste des auteurs).